# 彫紙アート
彫紙アート（ちょうしアート）は、重ねた紙を彫って描く絵画的表現技法であり、この技法を考案した林敬三によって2000年に命名された。
5枚以上の紙を重ねた状態からアートナイフで彫ってゆく。原則的に着色は行わず、紙の持つ色彩だけで表現される。多い物では100枚以上の紙を重ねた作品も存在する。
2004年に初めて銀座伊東屋にて林敬三が個展を開催し発表された。
世界でもあまり類のない日本発のアートとして各種メディアにも多数取り扱われ、フランスにて書籍も発刊された。
彫紙アートの技法についての特許と彫紙アートという商標は林が所有しており、林はこの技法を広める活動を行う一般社団法人日本彫紙アート協会（2011年設立）の会長を務める。